# José A. Pérez Ledo
José A. Pérez Ledo (Bilbao, 1979) es un escritor, guionista y director de televisión y pódcast español. En 2023, su pódcast La firma de Dios recibió dos Premio Ondas, uno al Mejor podcast de ficción y otro al Mejor guion.

## Trayectoria
Se licenció en Publicidad y Relaciones Públicas en la Universidad del País Vasco en 2002. Creó un blog en 2007 con el nombre Mi mesa cojea que tuvo mucha repercusión y le permitió ser colaborador en medios de comunicación como la Cadena SER o Radio Euskadi, y publicar como columnista en periódicos como Público, El Confidencial, ElDiario.es, y en revistas como Rolling Stone o Jot Down, entre otros.
Para La 2, de Televisión Española, Pérez dirigió en 2010 el programa cultural y de humor Ciudad K. Al año siguiente, en 2011, para ETB2 de Euskal Telebista (ETB), creó el programa de divulgación científica Escépticos en 2011, presentado por Luis Alfonso Gámez. Posteriormente, en 2014 y de nuevo para La 2, de Televisión Española, fue el creador, director y guionista del late night show de divulgación científica Órbita Laika, ganador en 2015 y en 2022 del Premio Zapping al mejor programa de divulgación. Gracias al éxito de este espacio, en 2022 se anunció que tendría una versión en pódcast en la plataforma RTVE Play Radio.
Pérez es también el creador y guionista de varias ficciones sonoras que ha producido Podium Podcast del Grupo Prisa. En 2016, llegó El gran apagón, dirigido por Ana Alonso y con realización técnica de Roberto Maján, que plantea lo que ocurriría si una tormenta solar dejara al planeta sin energía. Gracias a su éxito, fue adaptada en la serie de televisión llamada Apagón para la plataforma Movistar Plus+. Dos años después, en 2018 se emitió Guerra 3, un pódcast de ficción en el que se plantea lo que podría desatar un conflicto internacional. En 2022, se estrenó La firma de Dios cuyo argumento trata sobre un virus con conciencia y voluntad propia que se encuentra detrás de una pandemia. Esta última producción recibió en 2023 dos Premio Ondas, uno al Mejor podcast de ficción y otro al Mejor guion.
Además de su trabajo en televisión y radio, también es autor de varias novelas. En 2018, publicó Los enciclopedistas, un cómic de aventuras e intriga con referentes de la cultura y el pensamiento occidentales y con ilustraciones de Alex Orbe. En 2023, Pérez publicó Cementerio de secretos, una novela de suspenso que parte de un hecho real: el Proyecto Islero, el intento de desarrollar una bomba atómica en España durante la dictadura de Francisco Franco.

## Reconocimientos
En 2023, Pérez recibió dos Premio Ondas por el pódcast La firma de Dios producido por Podium Podcast, uno al Mejor podcast de ficción y otro al Mejor guion.

## Obra
- 2016 – Esto no es una historia de amor. Editorial Planeta. ISBN 9788408149712.[23]
- 2018 – Los enciclopedistas. Con ilustraciones de Alex Orbe. Astiberri Ediciones. ISBN 978-84-16880-90-4.[24]
- 2019 – Un lugar al que volver. Editorial Planeta. ISBN 978-8408187004.[25]
- 2023 – Cementerio de secretos. Plaza & Janés. ISBN 9788401029783.[26]